# Mongoloide
Mongoloide és un grup racial obsolet de diversos pobles indígenes de grans parts d'Àsia, Amèrica i algunes regions d'Europa i Oceania. El terme es deriva d'una teoria de la raça biològica que ara està refutada. En el passat s'han utilitzat com a sinònims altres termes com "raça mongol", "groc", "asiàtic" i "oriental".
El concepte de dividir la humanitat en races mongoloides, caucasoides i negroides va ser introduït a la dècada de 1780 pels membres de l'escola d'història de Göttingen. Va ser desenvolupat encara més pels estudiosos occidentals en el context de les ideologies racistes durant l'època del colonialisme. Amb l'auge de la genètica moderna, el concepte de races humanes diferents en un sentit biològic ha quedat obsolet. El 2019, l'Associació Americana d'Antropòlegs Biològics va declarar: "La creença en les 'races' com a aspectes naturals de la biologia humana, i les estructures de desigualtat (racisme) que sorgeixen d'aquestes creences, es troben entre els elements més perjudicials de l'experiència humana tant avui i en el passat".
El terme mongoloide ha tingut un segon ús que fa referència a persones amb síndrome de Down, que ara es considera molt ofensiu. Els afectats sovint eren referits com a "mongoloides" o "mongòlics", o en termes de "mongolisme" o "idiòcia mongòlica".

## Història del concepte

### Orígens
Mongol com a terme per a la raça va ser introduït per primera vegada el 1785 per Christoph Meiners, un estudiós de l'aleshores moderna Universitat de Göttingen. Meiners va dividir la humanitat en dues races que va anomenar "tàrtar-caucàsics" i "mongols", creient que la primera era bella, la segona "dèbil de cos i esperit, dolenta i mancada de virtut".:34
El seu col·lega més influent de Göttingen, Johann Friedrich Blumenbach, va prendre prestat el terme mongol per a la seva divisió de la humanitat en cinc races a l'edició revisada de 1795 del seu De generis humani varietate nativa ("Sobre la varietat natural de la humanitat"). Tot i que el concepte de les cinc races de Blumenbach va donar lloc més tard al racisme científic, els seus arguments eren bàsicament antiracistes, ja que va subratllar que la humanitat en conjunt forma una sola espècie, i assenyala que la transició d'una raça a una altra és tan gradual que la les distincions entre les races presentades per ell són "molt arbitràries". En el concepte de Blumenbach, la raça mongol comprèn els pobles que viuen a Àsia a l'est del riu Obi, la mar Càspia i el riu Ganges, amb l'excepció dels malais, que formen una raça pròpia en el seu concepte. Entre els pobles que viuen fora d'Àsia, inclou els "esquimals" del nord d'Amèrica i els finlandesos europeus, entre els quals inclou els "lapons".

### En el context del racisme científic

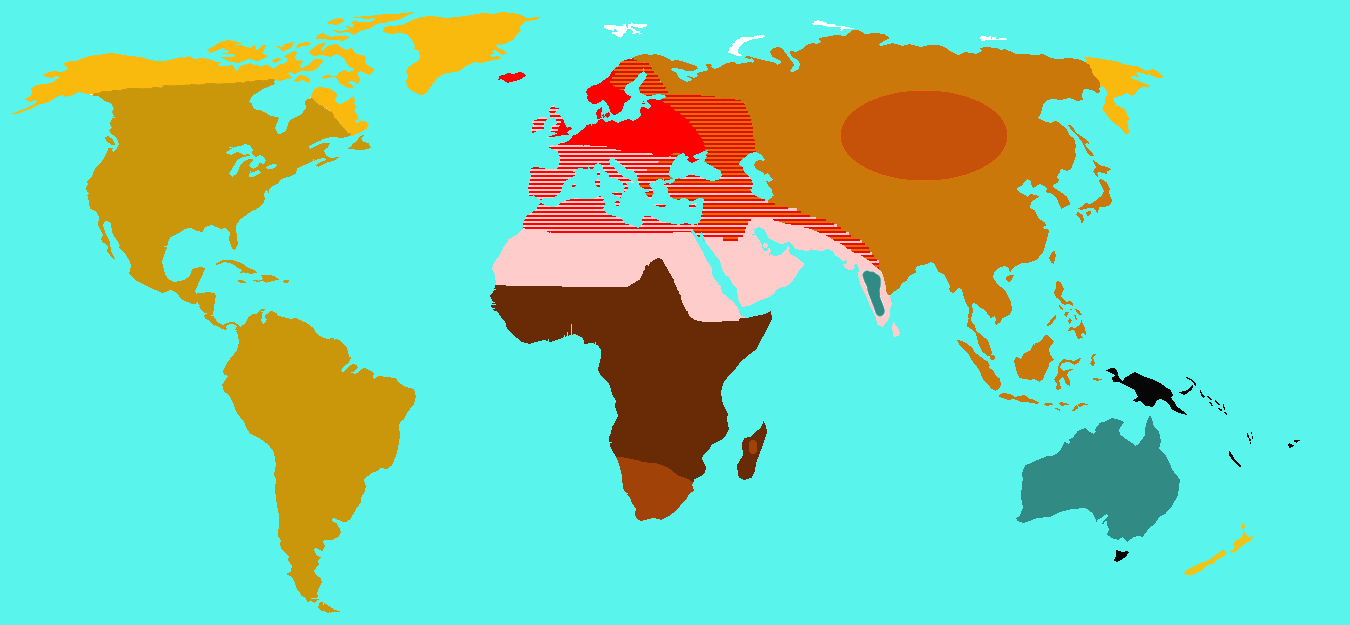
Mapa de categories racials d'Huxley de On the Geographical Distribution of the Chief Modifications of Mankind (1870).
1: Boiximans
2: Negres
3: Negritos
4: Melanochroi
5: Australoides
6: Xanthochroi
7: Polinesis
8: Mongoloides A
8: Mongoloides B
8: Mongoloides C
9: Esquimals

Les discussions sobre la raça entre els estudiosos occidentals durant el segle XIX van tenir lloc en el context del debat entre monogenistes i poligenistes, on els primers defensaven un únic origen de tota la humanitat, els segons sostenien que cada raça humana tenia un origen específic. Els monogenistes van basar els seus arguments en una interpretació literal de la història bíblica d'Adam i Eva o en una investigació secular. Com que el poligenisme va subratllar les diferències percebudes, va ser popular entre els supremacistes blancs, especialment els propietaris d'esclaus als EUA.
El biòleg britànic Thomas Huxley, un fort defensor del darwinisme i monogenista, va presentar les opinions dels poligenistes el 1865: "alguns s'imaginen que les seves suposades espècies humanes van ser creades on les trobem... els mongols dels orangs".
Durant el segle XIX, es van pronunciar opinions divergents si s'havien d'incloure els nadius americans o els malais en l'agrupació que de vegades s'anomenava "mongol" i de vegades "mongoloide". Per exemple, D. M. Warren el 1856 va utilitzar una definició estreta que no incloïa ni les races "malaies" ni les "americanes", mentre que Huxley (1870) i Alexander Winchell (1881) incloïen tant els malais com els indígenes americans. El 1861, Isidore Geoffroy Saint-Hilaire va afegir l'australià com a raça secundària (subraça) de la raça principal del grup mongol.
En el seu Essai sur l'inégalité des races humaines («Assaig sobre la desigualtat de les races humanes», publicat entre 1853 i 1855), que més tard influiria en Adolf Hitler, l'aristòcrata francès Arthur de Gobineau va definir tres races que va anomenar "blanca", "negra" i "groga". La seva "raça groga", corresponent a la "raça mongoloide" d'altres escriptors, estava formada per "les branques altaica, mongol, finlandesa i tàrtara". Tot i que veia superior a la "raça blanca", afirmava que la "raça groga" era físicament i intel·lectualment mediocre, però tenia un materialisme extremadament fort que els permetia aconseguir certs resultats.:100
| Caucasoide: Aris Semític Hamític Negroide: Negre africà Khoikhoi Melanèsia Negrito Australoide Incerta: Dràvides & Cingalès | Mongoloide: Mongol del nord Xinesos & Indoxinesos Corean & Japonesos Tibetans & Birmans Malaisians Polinesis Maoris Micronèsian Esquimals & Inuit Americà |

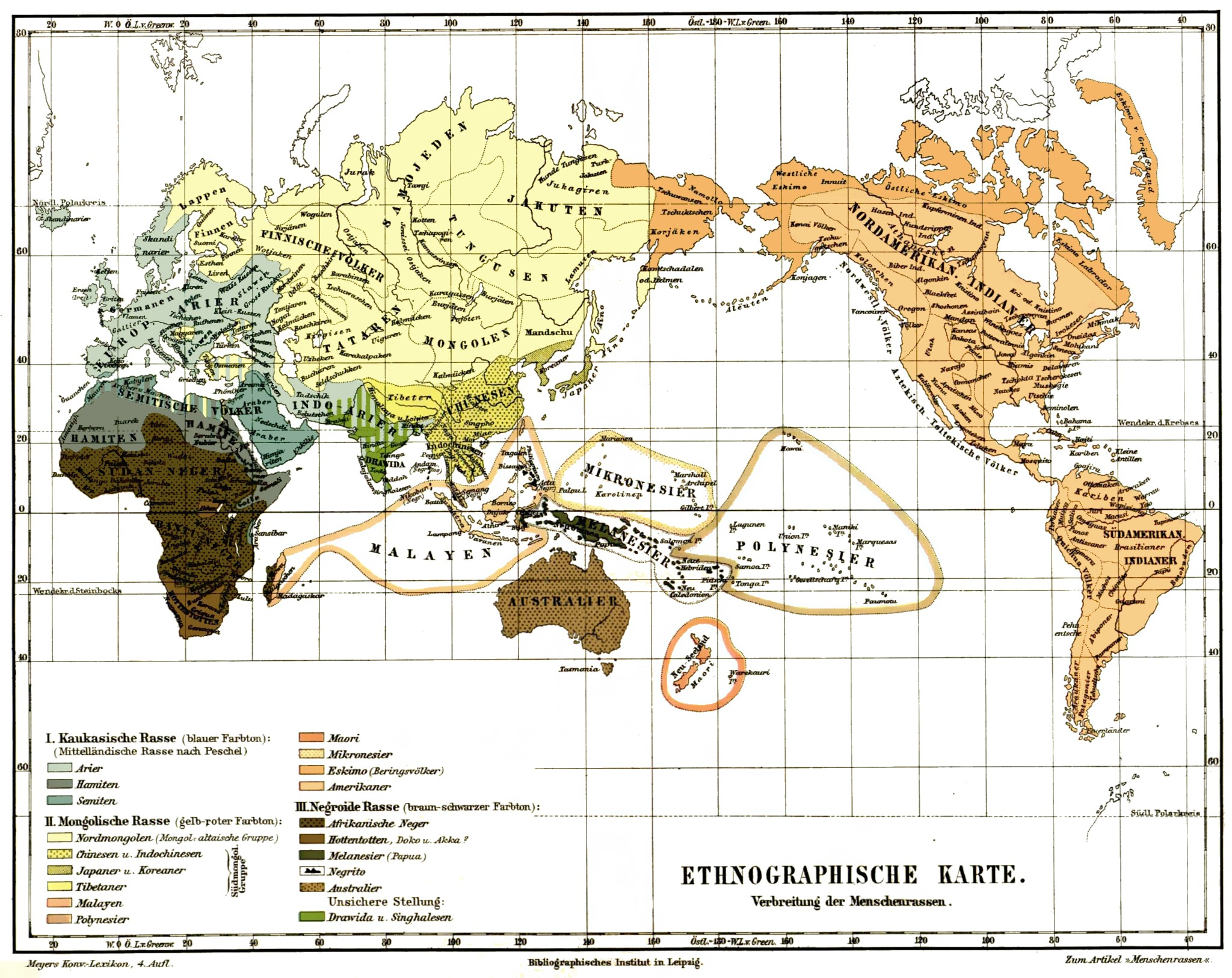
Mapa etnográfico Meyers Konversations-Lexikon (1885–1890)

Segons el «Meyers Konversations-Lexikon» (1885–90), els pobles inclosos en la raça mongoloide són els mongols del nord, els xinesos i indoxinesos, els japonesos i coreans, els tibetans i els birmans, els malais, els polinesis, els maoris, els micronèsics, els esquimals i els indígenes americans.
El 1909, un mapa publicat a partir de classificacions racials al sud d'Àsia ideat per Herbert Hope Risley va classificar els habitants de Bengala i parts d'Orissa com a mongolo-dravidians, gent d'origen mongoloide i dravídic. De la mateixa manera, el 1904, Ponnambalam Arunachalam va afirmar que el poble cingalès de Sri Lanka era un poble d'orígens racials mixtes mongols i malayos, així com orígens indoaris, dravídics i veddah. Howard S. Stoudt a The Physical Anthropology of Ceylon (1961) i Carleton S. Coon a The Living Races of Man (1966) van classificar els cingalesos com en part mongoloides. Segons Griffith Taylor (1931), els xinesos representaven "l'ala oriental de la raça alpina", juntament amb els mongols i els "japonesos híbrids", després que els alpins colonitzessin l'Àsia oriental des de l'Àsia central abans de migrar a Europa.
L'antropòleg físic alemany Egon Freiherr von Eickstedt, un influent defensor de Rassenkunde (estudis racials) a l'Alemanya nazi, va classificar persones del Nepal, Bhutan, Bangla Desh, l'Índia oriental, parts del nord-est de l'Índia, l'oest de Myanmar i Sri Lanka com a Braquid oriental, referint-se a persones d'origen mixt indi i mongoloide del sud. Eickstedt també va classificar la gent del centre de Myanmar, Yunnan, el sud del Tibet, Tailàndia i parts de l'Índia com a palaungid que deriva del nom del poble Palaung de Myanmar. També va classificar els birmans, karen, kachin, shan, sri lankans, tai, xinesos del sud, munda, juang i altres, com a "barrejats" amb el fenotip palaungid.
Comentant la situació dels Estats Units a principis del segle xx, Leonard Lieberman va dir que la noció que el món sencer està compost per tres races diferents, caucasoide, mongoloide i negroide, semblava creïble a causa de la història de la immigració als Estats Units, amb la majoria d'immigrants procedents de tres zones: el sud-est de la Xina, el nord-oest d'Europa i l'Àfrica occidental. Això va fer que el punt de vista de tres races semblés "vertader, natural i ineludible".
El 1950, la UNESCO va publicar la seva declaració The Race Question ("La qüestió racial"). Va condemnar totes les formes de racisme, nomenant "la doctrina de la desigualtat d'homes i races":1 entre les causes de la Segona Guerra Mundial i proposant substituir el terme "raça" per "grups ètnics" perquè "habitualment es cometen errors greus... quan el terme 'raça' s'utilitza en el llenguatge popular".:6

#### Subraces segons Kroeber
Alfred L. Kroeber (1948), professor emèrit d'antropologia a la Universitat de Califòrnia, Berkeley, referint-se a la classificació racial de la humanitat sobre la base dels trets físics, va dir que hi ha bàsicament "tres grans divisions". Kroeber va indicar que, dins de la classificació de tres parts, el mongoloide, el negroide i el caucàsic són els tres "estocs racials principals de la humanitat". Kroeber va dir que les següents són les divisions de l'estoc mongoloide: el "mongol pròpiament dit d'Àsia oriental", el "malàisia de les Índies orientals" i l'"indi americà". Kroeber es va referir alternativament a les divisions de l'estoc mongoloide com les següents: "mongoloides asiàtics", "mongoloides oceànics" i "mongoloides americans". Kroeber va dir que les diferències entre les tres divisions de l'estoc mongoloide no són molt grans. Kroeber va dir que el malaisi i l'indi americà són pobles de tipus generalitzat mentre que el mongol pròpiament dit és la forma més extrema o pronunciada. Kroeber va dir que s'ha de considerar que l'estoc mongoloide original s'assembla més als actuals malàis, als actuals indis americans o un tipus intermedi entre aquests dos. Kroeber va dir que és a partir d'aquests pobles de tipus generalitzat, que van mantenir més a prop del tipus antic, que pobles com els xinesos van divergir gradualment, que van afegir l'ull oblic i un "cert refinament genèric del físic". Kroeber va dir que, segons la majoria d'antropometristes, l'esquimal és la subvarietat més particularitzada dels mongoloides americans. Kroeber va dir que a les Índies Orientals, i en particular a les Filipines, de vegades es pot distingir una soca menys específicament mongoloide, que s'ha anomenat "protomalàisia", i una soca més específicament mongoloide, que s'ha anomenat "deuteromalai". Kroeber va dir que els polinesis semblen tenir connexions mongoloides primàries a través dels malais. Kroeber va dir que l'element mongoloide dels polinesis no és un mongoloide especialitzat. Kroeber va dir que l'element mongoloide als polinesis sembla ser més gran que la soca caucàsica definitiva als polinesis. Parlant dels polinesis, Kroeber va dir que hi ha localment possibles absorcions de negroides menors, ja que els polinesis ancestrals havien de passar per o a través d'arxipèlags que actualment són negroides papuo-melanèsics per arribar al Pacífic central.

### L'«Origin of Races» de Coon
L'antropòleg estatunidenc Carleton S. Coon va publicar el seu molt debatut «Origin of Races» ("Origen de les races") el 1962.:248 Coon va dividir l'espècie Homo sapiens en cinc grups: a més de les races caucasoide, mongoloide i australoide, va plantejar dues races entre les poblacions indígenes de l'Àfrica subsahariana: la raça capoide al sud i la raça congoide.
La tesi de Coon era que l'Homo erectus ja s'havia dividit en cinc races o subespècies diferents. "Llavors, l'Homo Erectus va evolucionar cap a l'Homo Sapiens no una sinó cinc vegades, ja que cada subespècie, vivint al seu propi territori, va passar un llindar crític d'un estat més brutal a un estat més savi".
Com que Coon va seguir els mètodes tradicionals de l'antropologia física, basant-se en característiques morfològiques, i no en la genètica emergent per classificar els humans, el debat sobre l'«Origin of Races» s'ha "viscut com l'últim sospir d'una metodologia científica obsoleta que aviat s'havia de suplantar".:249

### Desmentida per la genètica moderna
El fet que no hi ha distincions nítides entre els suposats grups racials havia estat observat per Blumenbach i més tard per Charles Darwin.
Amb la disponibilitat de noves dades a causa del desenvolupament de la genètica moderna, el concepte de races en un sentit biològic s'ha tornat insostenible. Els problemes del concepte inclouen: "no és útil ni necessari en la investigació", els científics no són capaços de posar-se d'acord en la definició d'una determinada raça proposada i ni tan sols estan d'acord en el nombre de races, amb alguns defensors del concepte suggerint 300 o fins i tot més "races". A més, les dades no són conciliables amb el concepte d'evolució en forma d'arbre ni amb el concepte de poblacions "biològicament discretes, aïllades o estàtiques".

### Consens científic actual
Després de discutir diversos criteris utilitzats en biologia per definir subespècies o races, Alan R. Templeton conclou el 2016: "[l]a resposta a la pregunta de si existeixen races en humans és clara i sense ambigüitats: no".:360

## Característiques

### Aspecte general

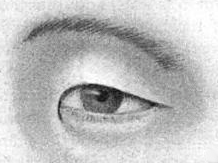
Un dibuix d'un ull "mongoloide" segons l'antropòleg francès Joseph Deniker, que mostra un calmuc.

L'última edició de l'enciclopèdia alemanya Meyers Konversations-Lexikon (1971–79, 25 volums) enumera les següents característiques de les poblacions "mongoloides" d'Àsia: "Cara plana amb una arrel nasal baixa, arcs zigomàtics accentuats, parpelles planes ( que sovint són inclinats), cabells gruixuts, atapeïts i foscos, ulls foscos, pell groc-marronosa, generalment de complexió curta i corpulenta".

### Crani
L'any 2004, l'antropòloga britànica Caroline Wilkinson va donar una descripció dels cranis "mongoloides" al seu llibre sobre reconstrucció facial forense: "El crani mongoloide mostra una forma de cap rodó amb una obertura nasal d'amplada mitjana, marges orbitals arrodonits, pòmuls massius, fosa canina dèbil o absent, prognatisme moderat, absència de crestes superciliars, sutures cranials simples, ossos zigomàtics prominents, arrel nasal ampla, plana i tendida, columna nasal curta, dents incisives superiors en forma de pala (descobertes per darrere), perfil nasal recte, forma de paladar moderadament ample, contorn sagital arquejat, amplitud facial àmplia i cara més plana".

### Adaptació al fred
El 1950, Carleton S. Coon, Stanley M. Garn i Joseph B. Birdsell van proposar que la relativa planitud de les cares "mongoloides" era causada per l'adaptació al fred extrem de les condicions subàrtiques i àrtiques.:132:66 Van suposar que les cavitats oculars "mongoloides" s'han estès verticalment per deixar espai al teixit adipós al voltant dels globus oculars, i que les crestes superciliars "reduïdes" disminueixen la mida dels espais d'aire dins de les crestes superciliars coneguts com els sins frontals que són "vulnerables" al fred. També van suposar que els trets facials "mongoloides" redueixen la superfície del nas en tenir ossos nasals plans contra la cara i tenir els pòmuls engrandits que es projecten cap endavant que redueixen efectivament la projecció externa del nas.
Tot i així, l'any 1965 un estudi d'A. T. Steegmann va demostrar que l'anomenada cara mongoloide adaptada al fred no proporcionava una protecció més gran contra la congelació que l'estructura facial dels europeus.:66

## Ús a la llei dels Estats Units
El 1858, la Legislatura de l'estat de Califòrnia va promulgar el primer projecte de llei de diversos que prohibia l'assistència de "negres, mongols i indis" a les escoles públiques.
El 1885, la legislatura estatal de Califòrnia va modificar el seu codi per fer escoles separades per a "nens d'ascendència mongoloide o xinesa".
El 1911, l'Oficina d'Immigració i Naturalització utilitzava el terme "gran divisió mongol", no només per incloure mongols, sinó "en el sentit més ampli de tots", per incloure malais, xinesos, japonesos i coreans. El 1911, l'Oficina d'Immigració i Naturalització estava col·locant tots els "indis orientals", un terme que incloïa els pobles de "l'Índia, l'Índia més llunyana i Malàisia", a la gran divisió "mongòlica".
El 1985, Michael P. Malone del Laboratori de l'FBI va dir que el laboratori es troba en una bona posició per a l'examen de pèls mongoloides, perquè fa la majoria dels exàmens d'Alaska, que té una gran població mongoloide, i realitza exàmens per la majoria de les reserves índies als Estats Units.
L'any 1987, un informe a l'Institut Nacional de Justícia va indicar que les següents col·leccions d'esquelets eren del "grup ètnic mongoloide": esquimal àrtic, indi prehistòric estatunidenc, japonès i xinès.
El 2005, un article en una revista del Laboratori de l'FBI va definir el terme "mongoloide", ja que el terme s'utilitza en els exàmens forenses del cabell. Va definir la paraula com "un terme antropològic que designa un dels principals grups d'éssers humans originaris d'Àsia, excloent el subcontinent indi i inclosos els indis nadius americans".

## L'ús com a terme per a la síndrome de Down
El terme "mongoloide" ha tingut un segon ús, ara generalment evitat com a altament ofensiu: fins a finals del segle xx, les persones amb síndrome de Down sovint es coneixien com a "mongoloides", o en termes de "idiòcia mongòlica" o "idiòcia calmuc". El terme va ser motivat per l'observació que les persones amb síndrome de Down sovint tenen plecs epicàntics. Encunyat el 1908 (encara que com a categoria clínica existia almenys des de 1866), el terme va romandre en ús mèdic fins a la dècada de 1950. L'any 1961, un grup d'experts en genètica va desaprovar el seu ús en un article de The Lancet a causa de les seves "connotacions enganyoses". El terme es va continuar utilitzant com a pejoratiu a la segona meitat del segle xx, amb versions escurçades com ara mong en argot anglès.
Al segle XXI, aquest ús del terme es considera "inacceptable" al món de parla espanyola o anglesa, i ha quedat fora de l'ús comú per les seves implicacions ofensives i enganyoses. El canvi de terminologia va ser provocat tant per experts científics i mèdics com per persones d'ascendència asiàtica, inclosos els de Mongòlia.